# Magdalena Zamolska
Magdalena Zamolska (ur. 8 kwietnia 1985 w Nowej Rudzie)  – polska kolarka szosowa i torowa, mistrzyni i reprezentantka Polski.

## Kariera sportowa
Była zawodniczką Piasta Nowa Ruda (2003), KKS Kross Ziemia Darłowska (2004-2006), POL-Aqua (2007-2008), UKS Jedynak Limaro Kórnik (2009) i Meridy Gliwice (2010).
Na mistrzostwach Polski seniorek zdobyła siedem medali: złoty w jeździe parami na czas w 2009, dwa srebrne w jeździe indywidualnej na czas (2006, 2007), brązowy w jeździe indywidualnej na czas w 2005, brązowy w indywidualnym wyścigu szosowym w 2004 oraz brązowy w torowym wyścigu na 3000 m na dochodzenie indywidualnie (2009).
Jako juniorka wywalczyła 5. miejsce w jeździe indywidualnej na czas na mistrzostwach świata w 2003. Reprezentowała Polskę na mistrzostwa świata seniorów w 2006, zajmując 37. miejsce jeździe indywidualnej na czas oraz w 2008, zajmując 89. miejsce w wyścigu indywidualnym ze startu wspólnego.
W sezonie 2016 pracowała jako fizjoterapeutka w zespole Kross Racing Team, w którym jeździły Maja Włoszczowska i Anna Szafraniec.